# CIE U′V′W′

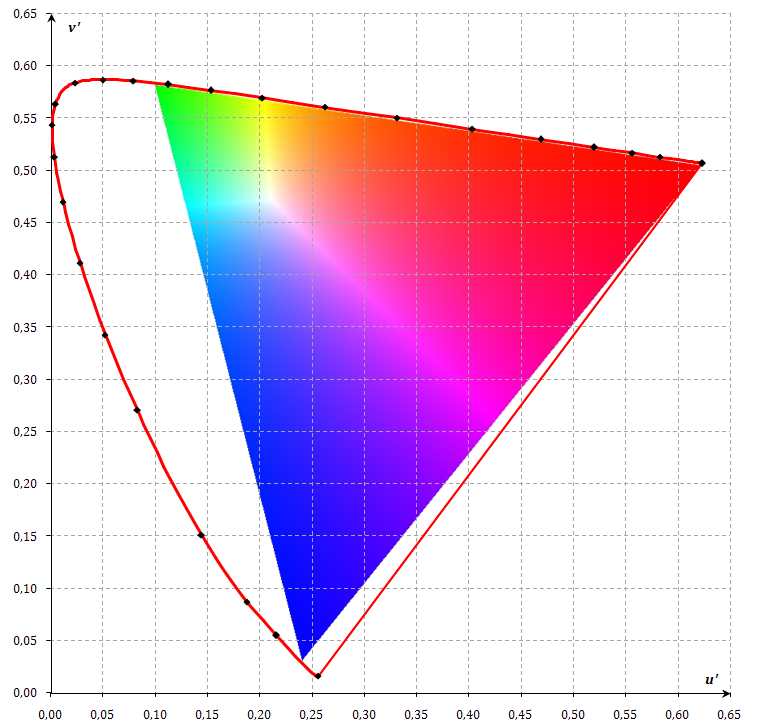
Diagramme de chromaticité CIE u′v′ de l'espace U′V′W′.

CIE U′V′W′ est un espace de couleur défini par la Commission internationale de l'éclairage (CIE) en 1976, en même temps que les espaces uniformes non-linéaires CIELAB et CIELUV. Construit à partir de l'espace CIE XYZ (1931), il améliore et remplace définitivement l'espace CIE UVW (1960). Il constitue un espace linéaire dans lequel la composante V′ est égale à la composante Y, elle-même égale à la luminance Lv de la couleur décrite.
L'espace CIELUV utilise la chromaticité (u′, v′), avec des coordonnées relatives à celles de l'illuminant et une luminosité non linéaire. De ce fait, son diagramme de chromaticité est identique à celui de CIE U′V′W′.

## Passage de l'espace CIE XYZ à l'espace CIE U′V′W′

### ComposantesU′,V′,W′
Les composantes U′, V′ et W′ sont calculées à partir des composantes X, Y et Z de l'espace CIE XYZ grâce à une matrice :
{\displaystyle {\begin{pmatrix}U'\\V'\\W'\end{pmatrix}}=\mathbf {M} \times {\begin{pmatrix}X\\Y\\Z\end{pmatrix}},}
avec 
{\displaystyle \mathbf {M} ={\begin{pmatrix}4/9&0&0\\0&1&0\\-1/3&2/3&1/3\end{pmatrix}}.}
La composante V′ est égale à la composante Y elle-même égale à la luminance de la couleur.

### Chromaticitéu′,v′
Les coordonnées de chromaticité peuvent être obtenues, comme pour les autres espaces linéaires, à partir des composantes :
{\displaystyle \left\{{\begin{matrix}U'\\V'\\W'\end{matrix}}\right.\rightarrow \left\{{\begin{matrix}u'={\dfrac {U'}{U'+V'+W'}}\\v'={\dfrac {V'}{U'+V'+W'}}\end{matrix}}\right..}
Il peut être plus simple de les calculer directement d'après la chromaticité (x, y) de la couleur étudiée :
{\displaystyle u'={4X \over (X+15Y+3Z)}={4x \over (-2x+12y+3)},}
{\displaystyle v'={9Y \over (X+15Y+3Z)}={9y \over (-2x+12y+3)}.}

## Passage de l'espace CIE U'V'W' à l'espace CIE XYZ

### Composantes
{\displaystyle {\begin{pmatrix}X\\Y\\Z\end{pmatrix}}=\mathbf {M^{-1}} \times {\begin{pmatrix}U'\\V'\\W'\end{pmatrix}},}
{\displaystyle \mathbf {M^{-1}} ={\begin{pmatrix}9/4&0&0\\0&1&0\\9/4&-2&3\end{pmatrix}}.}

### Chromaticité
{\displaystyle x={\frac {9u'}{6u'-16v'+12}},}
{\displaystyle y={\frac {4v'}{6u'-16v'+12}}.}